# كاميل لو
كاميل هوسير بالفرنسية Camille Houssière والمعروفة باسم كاميل لو أو رسمياً باسمها المستعار جيمي Jimmie هي مغنية وموسيقية وممثلة فرنسية ولدت في يوم الجمعة الموافق الـ 22 مايو من عام 1992 في مدينة بيرسيلي في اقليم نور بدولة فرنسا أشتهرت كاميل لو بأداء شارة كارتون ميراكولوس مغامرات الدعسوقة و القط الاسود النسخة الفرنسية. وهي معروفة أيضاً بأداء أدوار في بعض المسرحيات الموسيقية مثل 1789 : عشاق الباستيل (1789 :les amants de la Bastille وتنطق في الفرنسية ليه امانت دي لا باستيل) والتي ادت فيها دور اوليمب خادمة ماري اونطوانيت واسطورة الملك آرثر La Légende du roi Arthur وتنطق بالفرنسية لا ليجيند دو رواه ارتير) التي ادت فيها دور الملكة غوينيفير

## حياتها المبكرة
ولدت كاميل لو في يوم الجمعة الموافق الـ 22 مايو من عام 1992 في مدينة بيرسيلي، بالقرب مدينة موبيج. كان والدها مغنيًا وعازف جيتار في فرقة تدعي بارادوكس Paradoxe ، وبالتالي تعرفت كاميل وشقيقتيها الكبري على الموسيقى في سن مبكرة وتعلمت لاحقًا العزف على كل الآلات الموسيقية، عزفت كاميل على الكمان. في سن الثانية عشرة، فازت في مسابقة غناء محلية تدعى أصوات عيد الميلاد (Les Voix de Noël وتنطق بالفرنسية ليه فوه دي نويل) التي كانت تقام في مدينة أمون Hautmont الفرنسية.ألتحقت كاميل لو بمدرسة نوتردام دي غريس الثانوية lycée Notre-Dame de Grâce في مدينة موبيوج الفرنسية. بعد حصولها على شهادة الثانوية.
 ألتحقت بجامعة فالنسيان التي تعرف بأسم جامعة الفنون التطبيقية للطبقة الراقيه في فرنسا Université polytechnique des Hauts-de-France التي تقع في مدينة فالنسيان الفرنسية الواقعة على الحدود البلجيكيه الفرنسية.

## مهنة الغناء الفردية
في يناير 2010، بدأت كاميل لو مسيرتها الفنية في مهنة الغناء باسمها المستعار جيمي Jimmie مسجلة ألبومها الأول الذي كان تحت اسم المغامرة الكبري La Grande Aventure تنطق في الفرنسية لا جراد ايفنتير. بأسلوب البوب الشعبي. وظهرت في العديد من العروض هذا تحت أسمها المستعار جيمي وخاصةً لعملها في ألبوم قلب القرصان Coeur de Pirate والتي تنطق في الفرنسية كير دي بيرات الذي أصدر في مارس من عام 2010 .
في الجمعة الموافق الـ 15 من سبتمبر لعام 2017، أصدرت أغنية «ضبط النفس» Self Control الفردية.

## المسرحيات الغنائية

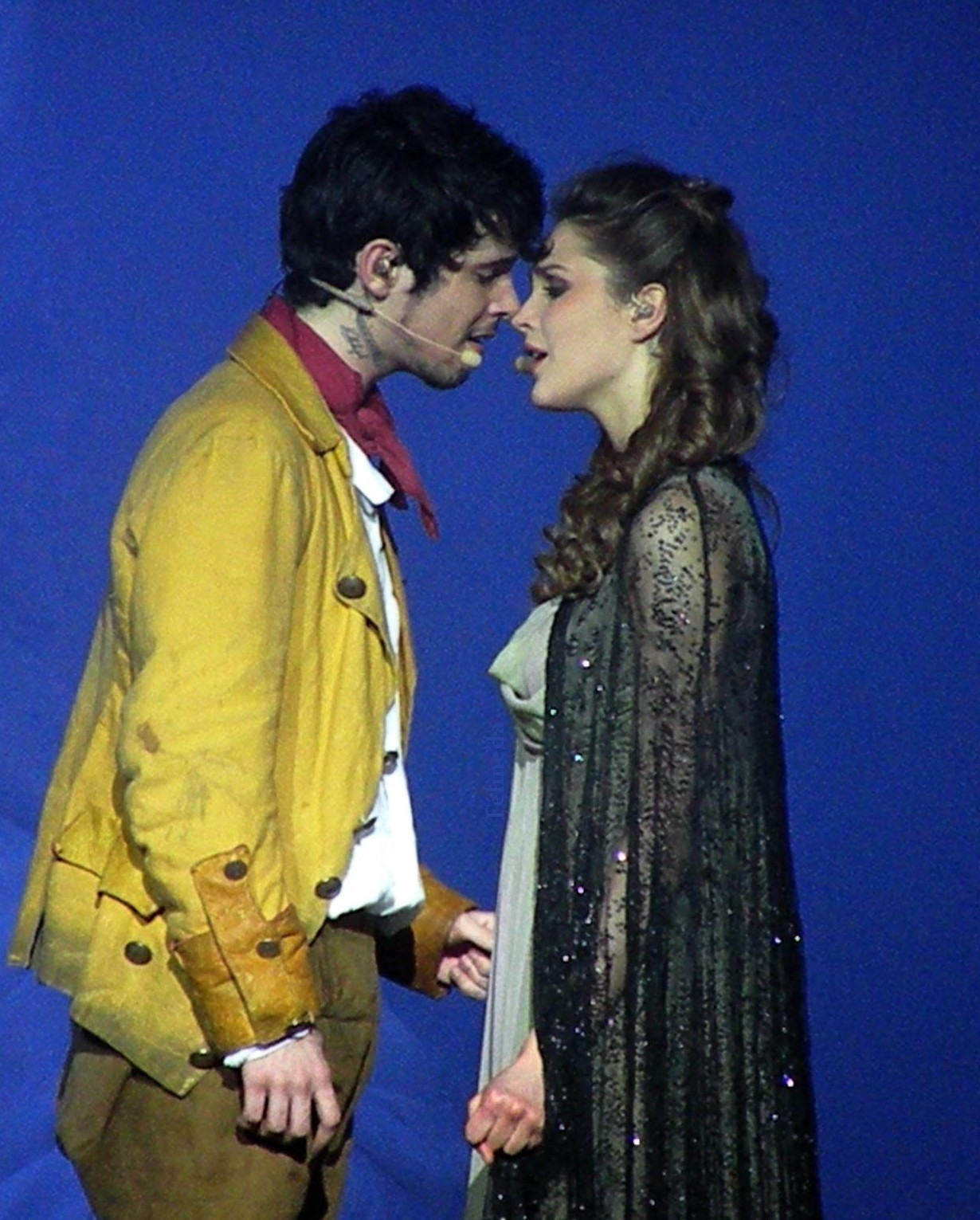
كاميل لو مع لويس ديلور في مسرحية عشاق الباستيل: 1789 1789: Les Amants de la Bastille

ساعدت الصدقات التي صنعتها كاميل لو مع زميليها المطربين نونو ريسيندي ومروان ريم وساهمت في ان تشتهر كاميل لو بسرعة حيث مروان شجع الأخيرة على الغناء أمام دوف عطية منتج الموسيقي الذي يعمل معه كل من نونو ريسيندي وميروان ريم مع فرقتي موزرارات ولوبرا روك. في احدي الامسيات كانت كاميل لو وعائلتها حاضرة بالصدفة في نفس الوقت الذي تواجد فيه المنتج الموسيقي دوف عطية والمطربين من فرقتي موزارت ولوبرا روك . فقام مروان ريم بتشجيع كاميل على الغناء أغنية فولينج سلولي Falling Slowly من الفيلم مرة أمام عطية. على الرغم من أن كاميل لم يكن لديها خبرة سابقة في الغناء في المسرحيات الموسيقية، فقد أعجب عطية بها ودعها إلى اختبار موسيقاه القادمة. وغنت هي والمجموعة بعض من أغاني موزارت ولوبرا روك وغيرها، وفي عام 2011، فازت كاميل في تجارب الأداء وقامت بأداء دور أوليمب، خادمة ماري أنطوانيت في المسرحية الموسيقية عشاق الباستيل: 1789 1789: Les Amants de la Bastille . قامت كاميل بأداء دور البطولة في دورتي عرض المسرحية في قصر الرياضة في باريس وكذلك في جولة 2012 في جميع أنحاء فرنسا وكانت هذه المسرحية الغنائية بمثابة الانطلاقة الحقيقة لكاميل لو.
في عام 2014 بعد النجاح الكبير الذي حققته لو في دور أوليمب في مسرحية عشاق الباستيل، اقترح دوف عطية أن تؤدي كاميل لو دور الملكة غوينير (جوينيفير) في موسيقاه الجديدة أسطورة الملك ارثر La Légende du roi Arthur ، والذي أدي أيضًا فيها فلوران موت دور الملك آرثر وزاهو في دور الجنية مورجان (مرجانا). تم تقديم المسرحية الموسيقية لأول مرة في الـ17 سبتمبر 2015 في قصر المؤتمرات في باريس وجولة في فرنسا في عام 2016. ظهرت كاميل في دورها في مقاطع الفيديو الموسيقية كفاحي «مون كومبا» (تير نام بيو) "Mon combat Tir Nam Beo)"، وشئ ما ساحر «كالكو تشوز دي ماجيك Quelque chose de magique»، وظهور آخر «اُبري دي اون اوتر Auprès d'un autre» (يعرض الأخير أيضًا قمم في النشاط وراء الكواليس).

## انطلاقة كاميل لو نحو الشهرة الواسعة
في ديسمبر 2014، سجلت أغنية لألبوم نحن نحب ديزيني We Love Disney مع المغني الكندي غارو، وهذا عبارة عن أغنية «Beauty and the Beast» من فيلم ديزني الذي يحمل نفس الاسم الجميلة والوحش.
شاركت في أنتاج ألبوم سادة افاضل للابد الجزء الثاني Forever Gentlemen Volume 2 وهي قامت بغناء أغنية الغلاف شمس حياتي "La soleil de ma vie" مع المغني أمير.
كما ظهرت في عدة جلسات تصوير مع المصورة تارا جارمون.
بعد دور أوليمب، خادمة ماري أنطوانيت في المسرحية الموسيقية عشاق الباستيل: 1789 1789: Les Amants de la Bastille ركزت علي مشاريعها المنفردة ولكن أيضًا لم تتناسي فرقتها المؤلفة من خمسة مغنين حيث أدوا عدة اغاني في برنامج لي تشونسونز دي ابورد Les Chansons d'abord برفقة المغنية الشابة ناتاشا سانت بيبر Natasha St-Pier وكان البرنامج يتم بثه كل يوم أحد في الساعة 5 مساءاً بتوقيت باريس علي قناة فرنسا 3.
 مثلت كاميل لو دور هيلين باريجنيت في فيلم السوق الاسود مارشيه نوار Marché noir من إخراج إيمانويل فريكيرو.
في عام 2016، شاركت في الموسم السابع من النسخة الفرنسية من البرنامج العالمي الرقص مع النجوم بالشراكة مع غريغوار ليونيه  حصدا معاً المركز الثاني.
وفي عام 2015 اختارها المنتج توم استروك لتغني اغاني مسلسل الانمي خاصته ميراكولوس : مغامرات الدعسوقة و القط الأسود بالنسخة الفرنسية. وهذا ساهم كثيراً في ان تصبح لو مغنية عالمية

## المسيرة الفنية والغنائية

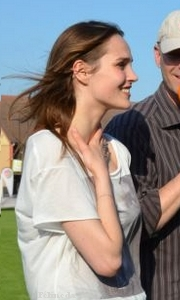
كاميل لو في مدينة موبيج الفرنسية

### الألبومات المنفردة
- عام 2010 : المغامرة الكبرى La Grande Aventure
- عام 2017 : أحبني حبيبي (غلاف للمطربة شيلا) Love me Baby

### ألبومات الكوميديا الموسيقية

#### عام 2012: اغاني مسرحية1789: عشاق الباستيل
- - للعقاب غناء (رود جانوا، ناتاليا، سيباستيان أجيوس، روكسان لي تيكسييه، ماثيو كارنو وكاميل لو) - Pour la peine
  - حان الوقت غناء (ماتيو كارنو وكاميل لو) - Le temps s'en va
  - الوقوع في عينيه (لويس ديلورت وكاميل لو) Tomber dans ses yeux
  - الحرب لإرضاء / الدوفين غناء (لويس ديلورت وكاميل لو) La Guerre pour se plaire / Le Dauphin
  - الجملة غناء (كاميل لو) -La Sentence
  - الفتيات والنساء في نفس الوقت غناء (ناتاليا، كاميل لو وروكسان لي تيكسييه) - Filles et femmes à la fois
  - الكلمات التي لم يتم إخبارها غناء (كميل لو) -Les Mots que l'on ne dit pas
  - بيك وبيك غناء (لويس ديلورت، كاميل لو، روكسان تيكسييه، ماثيو كارنو، سيباستيان أجيوس، ديفيد بان، رود جانوا) Pic et Pic
  - أعدك بالنشوة غناء (كاميل لو وماثيو كارنو) - Je te promets l'extase

#### عام 2015: أغاني مسرحيةأسطورة الملك آرثر
- - شيء سحري غناء (فلورنت موتي وكاميل لو) Quelque chose de magique
  - حان الوقت غناء (تشارلي بويسو وكاميل لو) Il est temps
  - إلى الجحيم غناء (كاميل لو) Au diable
  - إذا أعدك غناء (كاميل لو، فلوران موته وتشارلي بويسو) Si je te promets
  - سوف تدفع غناء (كاميل لو وزاهو) Tu vas le payer
  - حان الوقت غناء (فلورنت موتي، زاهو، لو كاميل، فابيان انكاردونا وتشارلي بويسو) Il est temps
  - تفعل كأن (كاميل لو وتشارلي بويسو) - العنوان متاح على اكتمال Faire comme si
  - يحلم بالمستحيل (كاميل لو) - العنوان متاح على الاكتمال Rêver l'impossible
  - أجسادنا تنجرف بالتيار (كاميل لو وفابيان انكاردونا) - Nos corps à la dérive
  - وعدت أنه مُحلف (تشارلي بويسو وكاميل لو وزيهو وفلورنت موتي وفابيان انكاردونا) Promis c'est juré

### المشاركات
- عام 2014 : أغنية الجميلة الوحش من ألبوم We Love Disney غناء (كاميل لو وغارو) La Belle et la Bête
- عام 2014: شمس حياتي من ألبوم Forever gentleman 2 غناء (كاميل لو وأمير) Le Soleil de ma vie
- عام 2015 : وقت حياتي من ألبوم النجوم يصنعون السينما الخاصة بهم غناء (كاميل لو ودايفيد كاريرا) The Time of My Life [14]

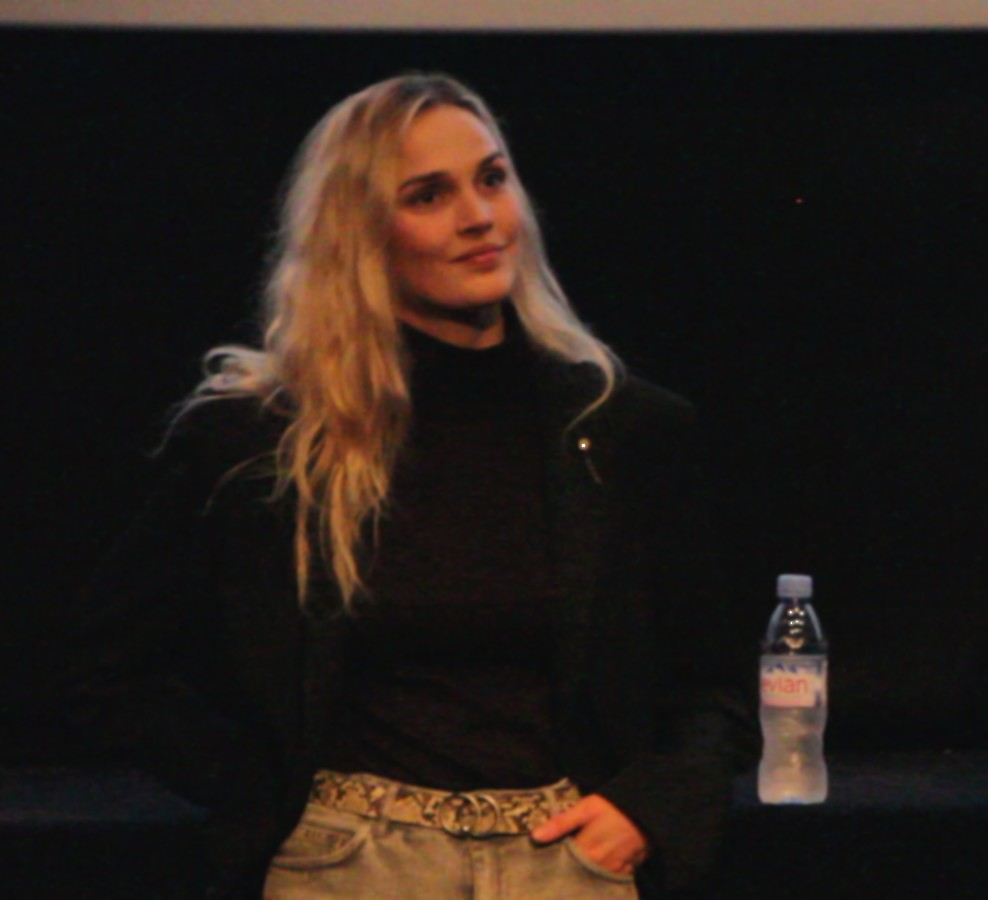
كاميل لو في العرض الاول لفيلم حتي الآن جيد جداً (Jusqu'ici tout va bien) فيلم من أنتاج عام 2019

## السنيما
عام 2017 : تزوج مني يا صديقي فيلم من أخراج طارق بودالي: في دور فتاة المقهي (التي اراد ان يتزوج ياسين منها في مقابل ان يدفع لها 15 ألف يورو)
عام 2019 : حتى الآن جيد جدا فيلم من أخراج محمد حميدي: في دور إيلودي
2019 : بلاي (مسرحية) فيلم من أخراج أنتوني مارسيانو من المقرر ان يصدر في عام 2020

## التلفزيون
عام 2018 : الأساور الحمراء (مسلسل تلفزيوني) مسلسل من تأليف نيكولاس كوتش: في دور أورور
عام 2018 : الأم مخطئة (مسلسل تلفزيوني) من تأليف فرانسوا فيل: في دور أنجي
عام 2019 : بازار الخيرية (مسلسل تلفزيوني) من تأليف ألكسندر لوران: في دورأليس جينزينا

## الجوائز
- جوائز NRJ الموسيقية لعام 2013 : عن إدائها في مسرحية 1789 عشاق الباستيل
- جوائز NRJ الموسيقية لعام 2013 : أغنية العام عن أغنية الوقوع في عينيه (مع لويس ديلورت) Tomber dans ses yeux
- جوائز NRJ الموسيقية لعام 2015 : عن إدائها في مسرحية  أسطورة الملك آرثر

## روابط خارجية
- كاميل لو على موقع IMDb (الإنجليزية)
- كاميل لو على موقع ألو سيني (الفرنسية)
- كاميل لو على موقع ميوزك برينز (الإنجليزية)
- كاميل لو على موقع أول ميوزيك (الإنجليزية)
- كاميل لو على موقع ديسكوغز (الإنجليزية)
- كاميل لو على موقع قاعدة بيانات الفيلم (الإنجليزية)
- camillelou_off على تويتر.
- كاميل لو في قاعدة بيانات الأفلام على الإنترنت

- الصفحة الرسمية
- Camille Lou على أول ميوزيك